# Stadtbefestigung Schrattenthal

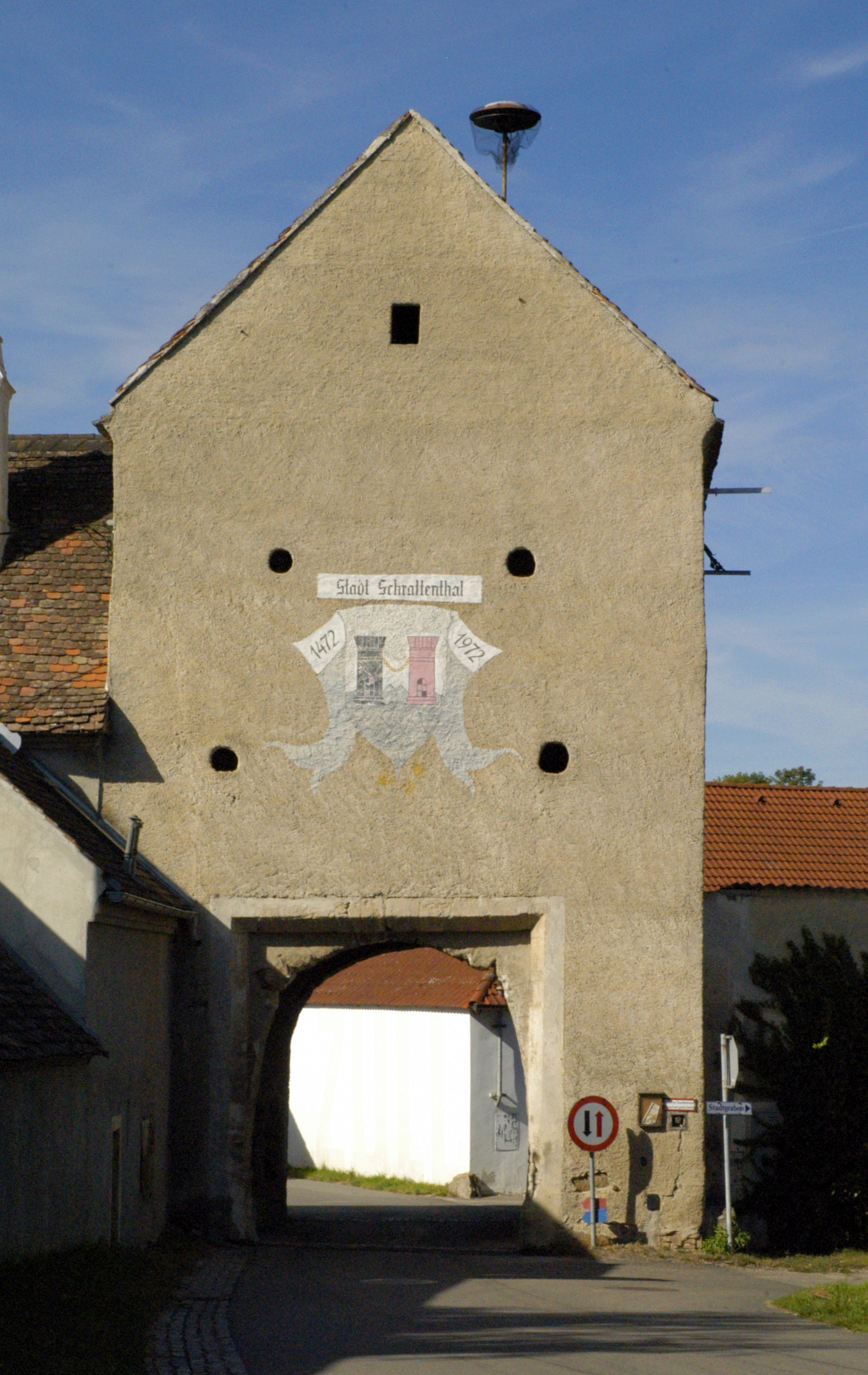
Eggenburger Tor

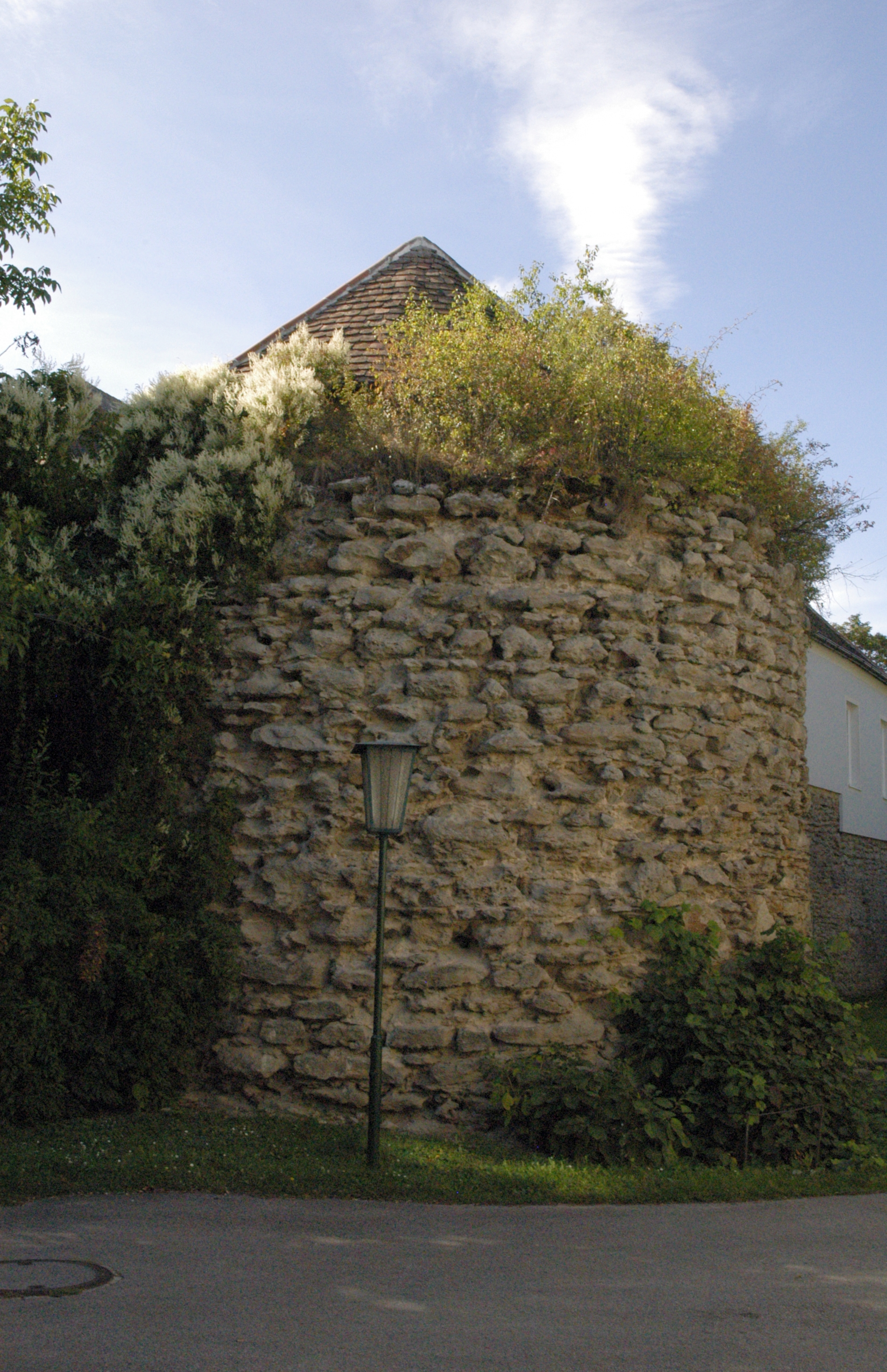
Runder Eckturm im Nordosten

Die Stadtbefestigung Schrattenthal steht in der Stadtgemeinde Schrattenthal im Bezirk Hollabrunn in Niederösterreich. Die erhaltenen Stadtmauern und Türme stehen unter Denkmalschutz (Listeneintrag).

## Geschichte
Urkundlich wurde 1220 der Ort genannt, 1438 als Markt und 1472 zur Stadt erhoben. Im 15. Jahrhundert erfolgte die planmäßige Anlage und Befestigung der Siedlung.
Die Folgen eines Brandes 1783, der große Teile der Stadt zerstörte, veränderte deren Aussehen. Die Stadtmauern wurden aufgelassen und als Baumaterial für den Wiederaufbau verwendet.

## Stadtbefestigung
Der längsrechteckige Straßenplatz im Verhältnis 1:13 nimmt die Nordsüdrichtung des Markersdorfbaches auf, welcher vor der westlichen Stadtmauer fließt.
Das ehemalige Stadtburg Schloss Schrattenthal bildet mit den Umfassungsmauer die südliche Begrenzung der Stadtbefestigung.
In der östlichen Stadtmauer befindet sich in der Nähe des Schlosses das Eggenburger Tor. Die Pfarrkirche Schrattenthal mit ihrem Kirchhof befestigte die Nordostecke der Stadtbefestigung.
Der Friedhof liegt nördlich außerhalb der Stadtbefestigung.